# ケイティ・ホッブス
ケイティ・ホッブス（Katie Hobbs）、本名キャスリーン・マリー・ホッブス（Kathleen Marie Hobbs, 1969年12月28日 - ）は、2023年から第24代アリゾナ州知事を務めているアメリカ合衆国の政治家である。2019年から2023年まで第21代アリゾナ州州務長官を務めていた。民主党所属の彼女は2013年から2019年までアリゾナ州上院議員、2011年から2013年までアリゾナ州下院議員を務めていた。
アリゾナ州で生まれ育ったホッブスは北アリゾナ大学とアリゾナ州立大学でソーシャルワークの学位を取得した。彼女はドメスティックバイオレンスを専門とし、全米最大級のドメスティックバイオレンス・センターに勤務した。エマージ・アリゾナとの関わりから出馬を決意した彼女は2010年にアリゾナ州下院議員、2012年にアリゾナ州上院議員に当選した。2015年から2019年まで上院少数党院内総務を務め、2018年にアリゾナ州州務長官に選出された。
ホッブスは2022年アリゾナ州知事選挙で共和党候補のカリ・レイクを僅差で破って当選した。

## 生い立ちと学歴とキャリア
アリゾナ州テンピで生まれた。双子の姉妹のベッキー（Becky）がいる。アリゾナ州移住第一世代のホッブスはテンピの中流家庭で育ち、時にはフードスタンプに頼ることもあった。彼女はカトリックの家庭の出身であり、子供の頃は教会でボランティアをしていた。幼少期はカトリック系の学校に通い、1988年にセトン・カトリック高校を卒業した。
ホッブスは北アリゾナ大学に進学し、1992年にソーシャルワークの学士号を取得した。その後彼女はアリゾナ州立大学に進学し、1995年にソーシャルワークの修士号を取得した。彼女の大学の学費は奨学金とワークスタディ・プログラムで賄われた。

### ソーシャルワーカー
ホッブスは1992年からソーシャルワーカーを務めた。彼女の専門はドメスティックバイオレンス、メンタルヘルス、ホームレス問題だった。
ホッブスは全米最大級のドメスティックバイオレンス・センターであるソジャーナー・センターのチーフ・コンプライアンス・オフィサーであった。彼女はパラダイス・バレー・コミュニティ・カレッジとアリゾナ州立大学でソーシャルワークの非常勤講師を務めた。
ホッブスは全米ソーシャルワーカー教会の専門組織に所属した。

## 初期の政治キャリア
当選を目指す前のホッブスはバレー・リーダーシップ、エマージ・アリゾナ、センター・フォー・プログレッシブ・リーダーシップといった複数の組織で政治指導者プログラムに参加していた。彼女は2008年民主党全国大会ではヒラリー・クリントンの代議員を務めた。
ホッブスはフェニックス女性委員会とフェニックス福祉委員会の委員を務めた。
ホッブスは2013年から2019年までエマージ・アリゾナの常任理事を務めた。

### アリゾナ州下院議員

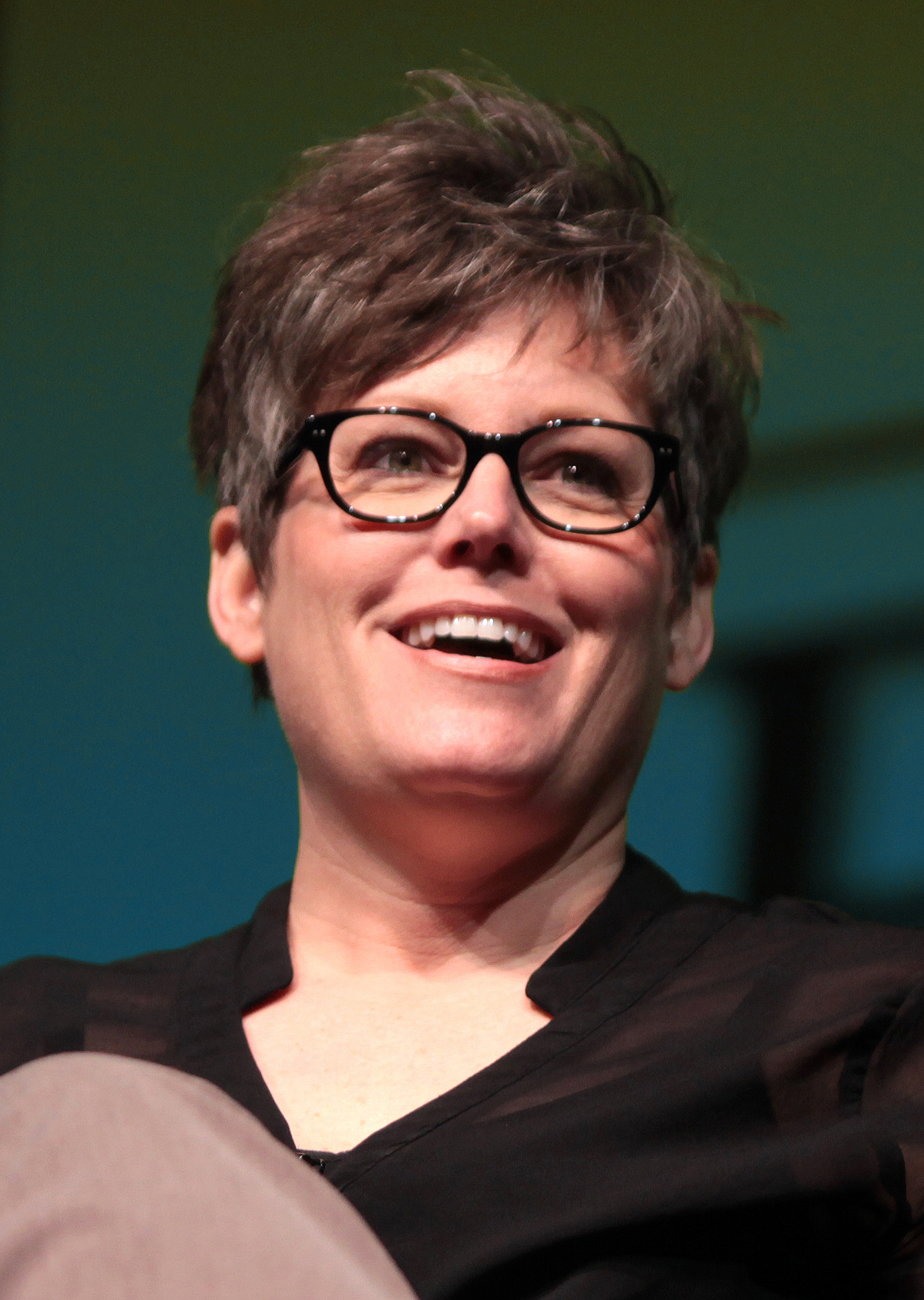
2015年のアリゾナ州フェニックスのイベントで演説するホッブス

ホッブスは2010年にアリゾナ州下院議員に当選した。彼女はレラ・アルストンと共に第15議会選挙区の代表を務めた。
ホッブスは政治に関心を持ったのはエマージ・アリゾナとの関わりのためであり、ソーシャルワーカーとして支援した人々が政府に耳を傾けていないと考え、立候補を決意した。彼女はドメスティックバイオレンスの撲滅を提唱した。
ホッブスは下院議員を1期務め、2012年に州上院議員選挙に出馬した。

### アリゾナ州上院議員
ホッブスは2012年にアリゾナ州上院議員に当選し、さらに2016年に再選された。彼女は第24議会選挙区の代表を務めた。彼女は当初、州上院議員選挙への出馬を望んでいなかったが、選挙区再編の関係で出馬することとなった。2015年に彼女は少数党院内総務となり、2期を務めた。
2015年、少数党院内総務としての最初の任期中に上院スタッフで黒人女性のタローニャ・アダムスは人種および性差に基づく差別への懸念をホッブスに訴え、後に一部解任された。2021年11月、アダムスは解任に関する差別訴訟で275万ドルの判決を勝ち取った。
2019年1月7日、州務長官に選出されたホッブスは州上院議員を辞職した。後任はアルストンが務めた。

## アリゾナ州州務長官

### 2018年選挙

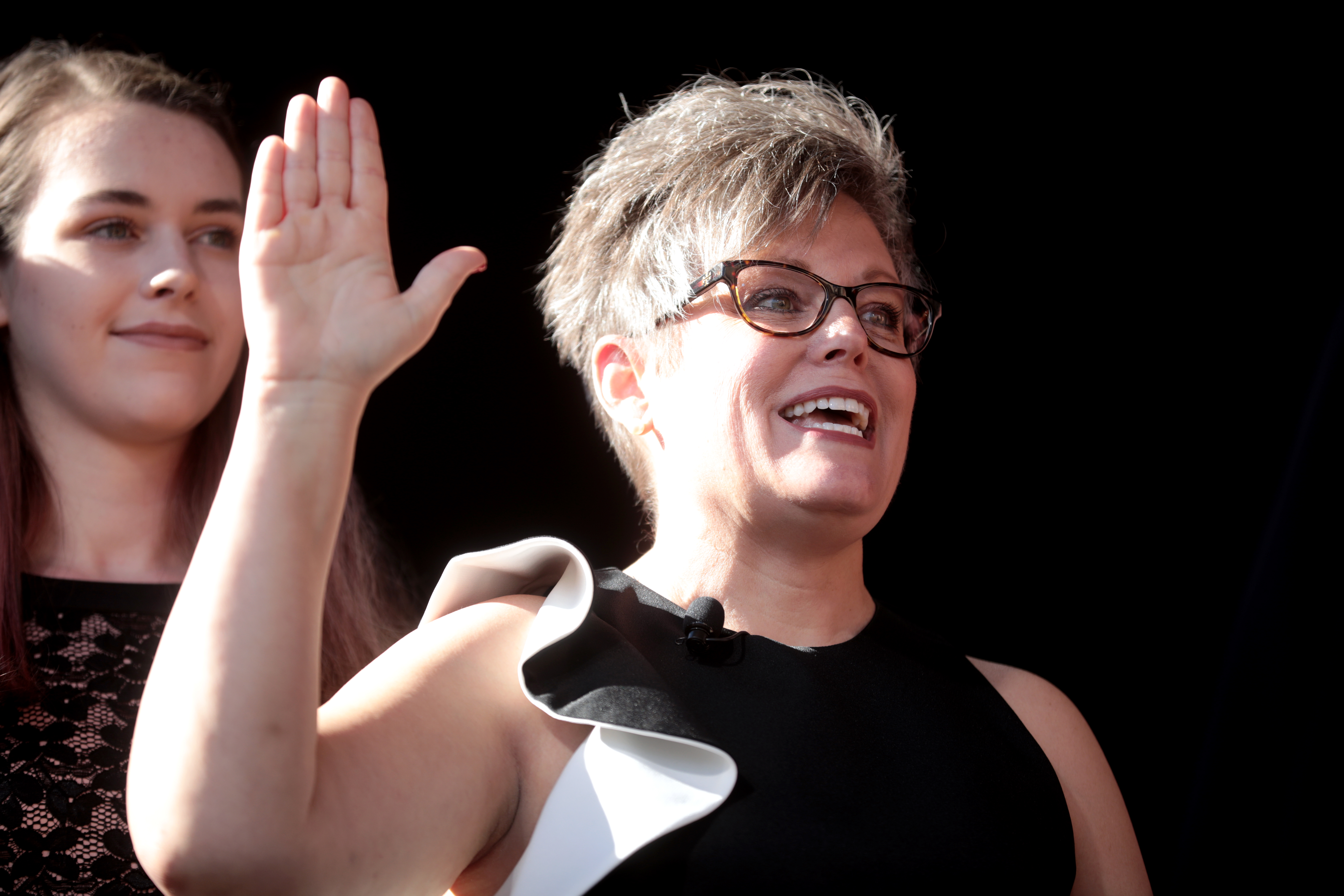
州務長官に就任するホッブス（2019年）

2017年3月8日、ホッブスはアリゾナ州州務長官への立候補を表明した。2018年の選挙で彼女は共和党候補のスティーヴ・ゲイナーと争った。2018年11月6日にAP通信は早々とゲイナー有利を報じた。選挙は大接戦となり、ホッブスもゲイナーも当初は勝利宣言をしなかった。その後開票が進むにつれてゲイナーのリードは狭まってゆき、11月16日に2万票差でホッブスが当選したと正式に発表した。アリゾナ州州務長官に民主党員が就任するのは1995年のリチャード・マホーニー以来であった。

### 州務長官任期
ホッブスは2019年1月7日に州務長官に就任した。アリゾナ州には副知事が設置されていないため、ダグ・デューシーの知事継承順位1位であった。

#### 2020年アリゾナ州選挙監査
2021年、アリゾナ州上院共和党はマリコパ郡での2020年大統領選挙の結果に異議を唱えることを目的とした監査に15万ドルの予算を提供した。ホッブスは6ページにおよぶ書簡の中で監査の管理過程に欠陥があり、「標準的なベストプラクティスから大幅な逸脱」であると指摘した。彼女はさらにこの監査手続きは「専門的な監査の一環としてよりも、陰謀論を追究するのに適しているようだ」と付け加えた。これに応じてホッブスは殺害の脅迫を受け、アリゾナ州公安局は彼女とそのスタッフを警護する職員を割り当てた。

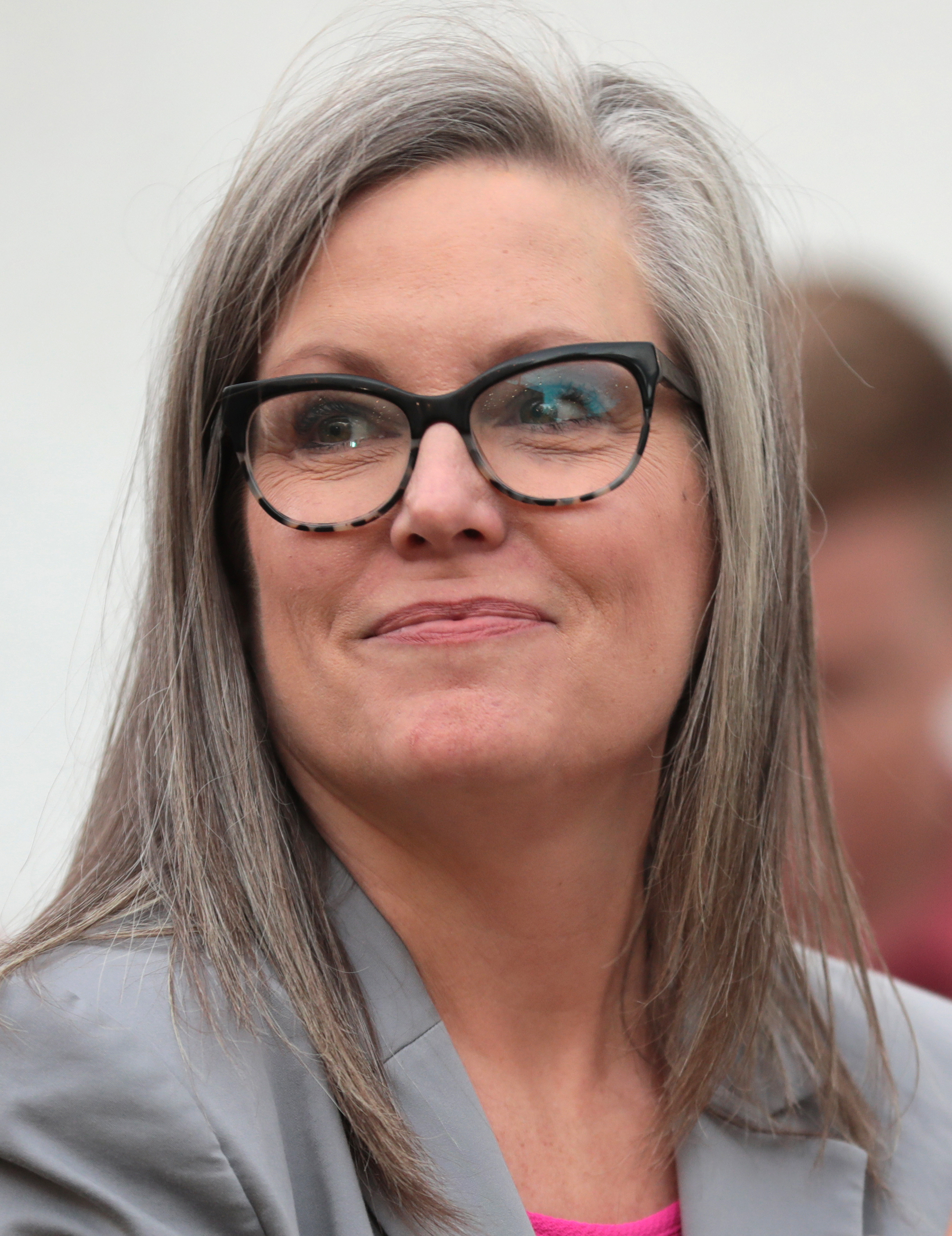
アリゾナ州フェニックスのイベントでのホッブス（2022年）

ホッブスの不満は共和党が4対1で多数派を占めるマリコパ郡管理委員会からのカレン・ファン州上院議員宛の書簡にも反映された。ファンはドナルド・トランプによる不正選挙に関する主張の1つに言及し、郡がデータベースを丸ごと削除したと主張した。これに対し管理委員会は「虚偽で、中傷的で、上院の品位に欠ける」とする書簡で反論し、「（アリゾナ上院の）陰謀論はあなた方の糸を引いている連中の資金調達計画を煽るものだ」と非難した。ファンはアリゾナ退役軍人記念コロシアムが次に使用可能になったときに監査を続けると答えた。
国土安全保障省と選挙支援委員会に相談した後、ホッブスは上院の召喚状に応じて郡が引き渡した投票機が侵害されているかどうかを知るのは不可能であり、ドミニオン・ヴォーティング・システムズが今後の使用のために再認証されるべきだと言われたと述べた。アリゾナ州上院の請負業者が召喚中の機械を保有しているあいだ、郡は2つの地方選挙を実施するために2万ドル以上を費やして他の機械をリースしており、さらに返還後に引き渡された機械を再認証する費用が6桁台になるとみられているが、上院は郡との間で上院が保有している間の機器の損害については責任を負わないという協定を交わしており、郡が費用を負担するかどうかは不明である。
監査はフロリダ州を拠点とする企業であるサイバー・ニンジャ（Cyber Ninjas）によって行われたが、同社は選挙監査の経験がなく、また連邦政府から選挙監査を行う認定を受けていなかった。サイバー・ニンジャの所有者であるダグ・ローガンはトランプの支持者であり、トランプによる不正選挙の主張を宣伝していた。監査人は2021年9月に報告書を発表し、不正の証拠は無く、投票用紙の再集計によってバイデンとトランプの票差は360増えたことを明らかにした。

## アリゾナ州知事

### 2022年選挙

郡別の2022年州知事選挙の結果

2021年6月2日、ホッブスは任期満了の共和党のダグ・デューシー知事の後任として2022年アリゾナ州知事選挙への立候補を表明した。
ホッブスは民主党予備選挙で元税関・国境警備局局長のマルコ・ロペスと元州下院議員のアーロン・リーバーマンと争った。対立候補との討論を行わなかったにもかかわらず彼女は72.3%の得票率で民主党予備選挙に勝利した。
ホッブスは本選挙では共和党候補で元KSAZ-TVのニュースアンカーのカリ・レイクと争った。ホッブスは記者との接触を制限し、時にはわざわざ記者を避け、小規模な選挙イベントを開催した。ホッブスはレイクとの討論を拒否したが、これはレイクが選挙否定論を広める機会を作らさないためだと述べた。ホッブスは得票率50.3%の僅差でレイクを破った。選挙後にレイクは譲歩を拒否し、選挙結果を争うために弁護団を結成した。2023年3月、アリゾナ州最高裁判所は選挙に関するレイクの訴訟の審理を拒否し、5月には裁判を経てその決定を再認した。

### 任期

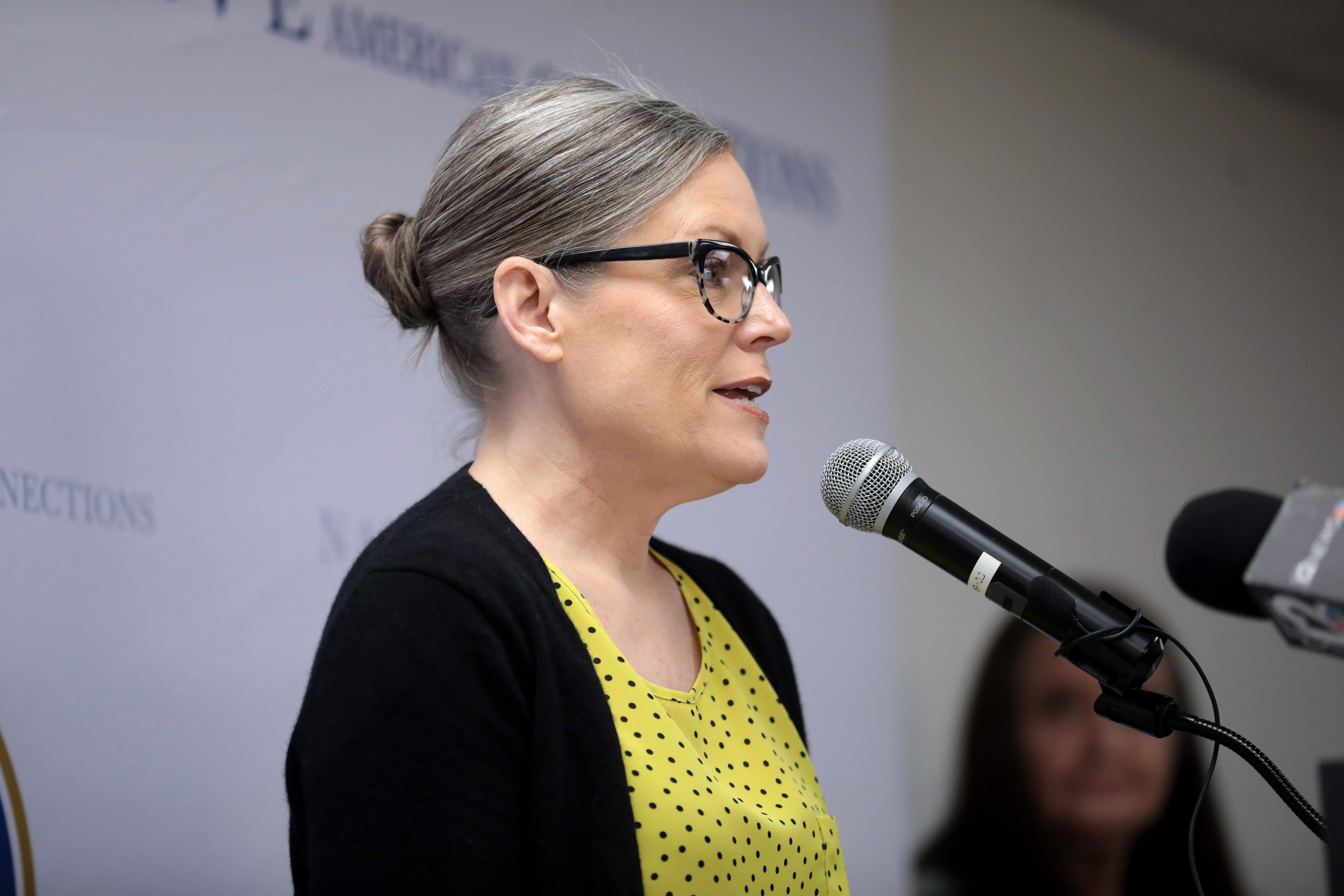
アリゾナ州サプライズのイベントで演説するホッブス（2023年2月）

ホッブスは2023年1月2日に私的な式典で宣誓し、1月5日に公的な式典を行った。ホッブスはアリゾナ州で史上5人目の女性州知事となったが、これはアメリカ合衆国の州で最多である。2022年12月、ホッブスはアリゾナ州州務次官補のアリソン・ボーンズを首席補佐官に抜擢した。2023年5月25日にボーンズが辞任すると、5月31日に元アリゾナ州下院少数党院内総務のチャド・キャンベルが後任となった。

#### 拒否権記録
就任100日目となる2023年4月18日、ホッブスは共和党が多数を占める州議会で可決された法案に対して63回の拒否権を発動した。これはアリゾナ州知事が1会期で発した拒否権としては最多記録である。それまでの記録は2005年の議会で58回の拒否権を発動したジャネット・ナポリターノである。
4月18日に拒否権発動された法案のうち3件はアリゾナ州下院と上院で超党派の圧倒的多数で可決された。そのうち1つはコテージ・フードに関するものであり、俗に「タマル法案」（"tamale bill"）と呼ばれ、複数の民主党議員が拒否権発動に反対の声を上げたことから全国的な話題となった。この法案は超党派の圧倒的多数で可決されたが、アリゾナ州下院での拒否権を無効にする投票は失敗した。無効に票を入れた民主党議員は5人だった。ホッブスが拒否権を発動した超党派で可決した他の2つの法案であるSB1091とSB1101は無効投票に持ち込まれていない。5月19日、ホッブスは州上下両院で可決された14の法案に拒否権を発動し、就任からわずか5ヶ月で100回を突破した。その中には公職に就いている間はロビイストとして登録されることを制限するHB2377も含まれていた。

#### 州知事令
ホッブスは就任以来、性的指向、性自認、髪質とプロテクティブ・スタイルなどの特徴に基づく差別を州機関やすべての新規州契約、下請け契約で禁止すといったいくつかの州知事令を出し、また独立刑務所監査委員会、2020年に廃止されたホームレスと住宅に関する委員会、超党派の選挙タスクフォース、行方不明・殺害された先住民女性に関するタスクフォースといったいくつかの委員会を設立した。

#### 不法移民問題
ホッブスは2022年の州知事選挙の綱領の中でアメリカ合衆国森林局の許可を得ずにコロナド国有林に建設されている輸送コンテナでできた違法な国境の壁の撤去を公約に掲げた。1月9日の州議会演説でホッブスはアリゾナ州プロミス奨学金プログラムを拡大し、非正規滞在の移民学生が州の大学やカレッジに進学できるようにすることを提案した。2023年5月、タイトル42の廃止に先立ち、州は国境の小さなコミュニティからツーソンまで移民を運ぶ5つのバス路線を新設すると発表した。

#### 死刑
死刑反対派であるホッブスは死刑執行を停止しており、アリゾナ州のライアン・ソーネル刑務所長と共にマリコパ郡最高裁判所に出廷することとなっている。1月20日、彼女は州の死刑プロトコルの見直しを命じた。アリゾナ州の保守派はホッブスが裁判所命令のアーロン・ブライアン・ガンチスの死刑執行に応じなかったことを批判している。

#### 外交関係
2023年5月、ロシア政府はホッブスをロシアへの永久入国禁止者リストに加えた。これはバイデン政権がロシアにさらなる制裁を課した後の入国禁止措置であり、他にも連邦下院議員のイーライ・クレインやアリゾナ州立大学学長のマイケル・M・クロウらがロシア入国禁止となった。

## 私生活
ホッブスは1992年に教会で出会ったパトリック・グッドマン（Patrick Goodman）と1996年に結婚した。グッドマンはフェニックス小児病院の児童療法士である。夫婦には子供が2人いて、フェニックスに住んでいる。
ホッブスはカトリック教徒である。彼女はトライアスリートであり、高校時代から熱心なサイクリストだった。